# Norrbysjön
Norrbysjön är en sjö i Linköpings kommun och Motala kommun i Östergötland och ingår i Motala ströms huvudavrinningsområde. Sjön har en area på 4,35 kvadratkilometer och ligger 66 meter över havet. Sjön avvattnas av vattendraget Motala Ström.
Norrbysjön är en klarvattensjö genomströmmad av Motala ström mellan Boren och Roxen. Den östra tredjedelen av Norrbysjön ligger i Linköpings kommun (Ljungs socken) medan de två tredjedelarna i väster finns i Motala kommun (f.d. Brunneby socken). Söder om sjön finns gården Sörby, norr om sjön låg gården Norrby (senare Kungs Norrby, sedan 1700-talet belägen strax uppströms Norrbysjön) efter vilken sjön fått sitt namn.
Norrbysjöns area är 630 hektar. Höjd över havet 66,3 m.
Sjön har en rik undervattensvegetation och rymmer flera rödlistade fågelarter.

## Delavrinningsområde
Norrbysjön ingår i delavrinningsområde (649088-147366) som SMHI kallar för Utloppet av Norrbysjön. Medelhöjden är 83 meter över havet och ytan är 31,54 kvadratkilometer. Räknas de 383 avrinningsområdena uppströms in blir den ackumulerade arean 6 582,83 kvadratkilometer. Avrinningsområdets utflöde Motala Ström mynnar i havet. Avrinningsområdet består mestadels av skog (26 procent), öppen mark (10 procent) och jordbruk (47 procent). Avrinningsområdet har 4,39 kvadratkilometer vattenytor vilket ger det en sjöprocent på 13,8 procent.